# エドムンド・ド・ラ・ポール (第3代サフォーク公)
第3代サフォーク公・第6代サフォーク伯エドムンド・ド・ラ・ポール（Edmund de la Pole, 3rd Duke of Suffolk, 6th Earl of Suffolk, KG, 1471年/1472年 - 1513年4月30日）は、イングランドの貴族。第2代サフォーク公ジョン・ド・ラ・ポールとヨーク公リチャード・プランタジネットの娘エリザベスの次男で、リンカーン伯ジョン・ド・ラ・ポールの弟。ヨーク朝のイングランド王エドワード4世・リチャード3世兄弟の甥に当たる。

## 生涯
兄のリンカーン伯がランバート・シムネルを擁立してテューダー朝の国王ヘンリー7世に反乱を起こし、1487年のストーク・フィールドの戦いで敗死したため急遽後継者に立てられた。1491年にサフォーク公位を継いだが、兄の反乱が悪影響を及ぼし、家領の大半をヘンリー7世に没収された上、1493年にはヘンリー7世との妥協で爵位を降格され、伯爵という形での継承を余儀無くされた。
ヘンリー7世に忠勤を励んだが認められないどころか、1498年に起こった諍いが元で王室裁判所から殺人罪で告訴され、翌1499年中頃にイングランドを出奔しフランドルへ亡命した。ヘンリー7世が派遣した使者に説得され10月にイングランドへ戻り、1500年にカレーでヘンリー7世が主催した馬上槍試合の開幕宣言役を任され宮廷に復帰した。
だが、裏でヘンリー7世がサフォーク伯の本拠地イースト・アングリアへ介入してその支配を脅かしていること、サリー伯（後にノーフォーク公）トマス・ハワードやバッキンガム公エドワード・スタッフォードなど別の貴族を重用していることに怒りが爆発、1501年に再び大陸へ亡命した。他の理由として、1499年11月に従弟のウォリック伯エドワード・プランタジネットと王位僭称者パーキン・ウォーベックが処刑、母を通してヨーク朝の血を引く自分の立場に危機感を抱いたからとも、反対にテューダー朝より正統な血統を根拠に王位を狙い、ヘンリー7世に反旗を翻したともいわれる。
サフォーク伯はオーストリアへ移り神聖ローマ皇帝マクシミリアン1世に歓迎され、支援の約束を取り付けて弟のリチャードや、同じく亡命した家臣達と共にアーヘンへ滞在、イングランド王位奪取の陰謀を練った。対するヘンリー7世はスパイ網を張り巡らせ、各国に外交官を派遣してサフォーク伯の支援停止と引き渡しを要求、これらを交渉材料とするマクシミリアン1世ら外国の駆け引きに奔走しつつサフォーク伯ら反対派の摘発も盛んに行った。1501年と1502年にはイングランドとカレーでサフォーク伯を手引きする陰謀が発覚、関係者が処刑されている。
やがてヘンリー7世はサフォーク伯を追い詰めるため、彼を匿うマクシミリアン1世と息子のブルゴーニュ公フィリップ4世を買収、2人は金を受け取りながらもサフォーク伯を管轄外の場所へ逃がしたが、1505年になるとサフォーク伯の身辺は危うくなり、ブルゴーニュ公が保有するナミュールの城で軟禁状態に置かれた。翌1506年1月にイベリア半島を向かう途中だったブルゴーニュ公の船がイングランドに難破、ブルゴーニュ公一行を救出・歓迎したヘンリー7世にブルゴーニュ公がサフォーク伯の引き渡しを承諾したため、サフォーク伯はイングランドが大陸へ派遣した部隊に捕らえられ、ロンドン塔へ投獄された。そして7年後の1513年に処刑され、サフォーク伯位は消滅した。
大陸に残ったリチャードは亡命先を転々としてフランス、ハンガリーなどに保護され、白薔薇の渾名を取りテューダー朝へ抵抗を続けたが、1525年にパヴィアの戦いでフランス側に立ち戦死した。爵位は1514年にヘンリー8世の寵臣チャールズ・ブランドンがサフォーク公位を与えられ、ブランドン家の下で復活した。